# Premier ministre de Nouvelle-Zélande
Le Premier ministre de Nouvelle-Zélande (en anglais : Prime Minister of New Zealand ; en maori de Nouvelle-Zélande : Te Pirimia o Aotearoa) est le chef de gouvernement et la fonction du pouvoir exécutif la plus importante et influente de Nouvelle-Zélande. 
Le Premier ministre actuel est Christopher Luxon, chef du Parti national de Nouvelle-Zélande, en fonction depuis le 27 novembre 2023.

## Rôle de la fonction
Le rôle du Premier ministre n'est pas défini formellement dans la Constitution, mais il répond à des conventions adoptées depuis longtemps. La Constitution mentionne juste le rôle du Cabinet lequel est conventionnellement dirigé par le Premier ministre.
Le Premier ministre est généralement considéré comme first among equals, signifiant que le Premier ministre est effectivement le chef du cabinet néo-zélandais mais il est aussi contraint à respecter et à se soumettre aux décisions prises par le cabinet. Le pouvoir du Premier ministre à donner des ordres directs est particulièrement restreint et son pouvoir effectif vient en fait d'autres prérogatives :
- La mise en place de l'ordre du jour du cabinet (ce qui permet de contrôler quelles discussions vont avoir lieu) ;
- La possibilité de démettre et de nommer les membres du cabinet. Ce pouvoir peut être utilisé de manière plus restreinte : le Parti travailliste néo-zélandais décide que c'est à son caucus parlementaire de nommer les membres du cabinet et non pas au Premier ministre. Le seul rôle du Premier ministre dans le processus de formation du cabinet est l'attribution des différentes compétences aux membres du cabinet ;
- La possibilité de tenir des élections anticipées après en avoir averti le gouverneur général.

D'autres leviers non constitutionnels sont à la disposition du Premier ministre :
- L'influence qu'il possède au sein de son propre parti dont il ou elle est généralement le ou la chef. Cela permet d'avoir une influence sur les membres du cabinet qui appartiennent souvent au même parti ;
- Le pouvoir venant de l'autorisation de critiquer publiquement le travail des autres membres du cabinet.

Par convention, le Premier ministre est choisi comme le chef du parti ou de la coalition de parti ayant la majorité relative au Parlement. Il existe aussi un poste de vice-Premier ministre.
Le terme de Premier ministre pour désigner le chef du gouvernement néo-zélandais date de 1893, avant on utilisait l'expression Premier of New Zealand.

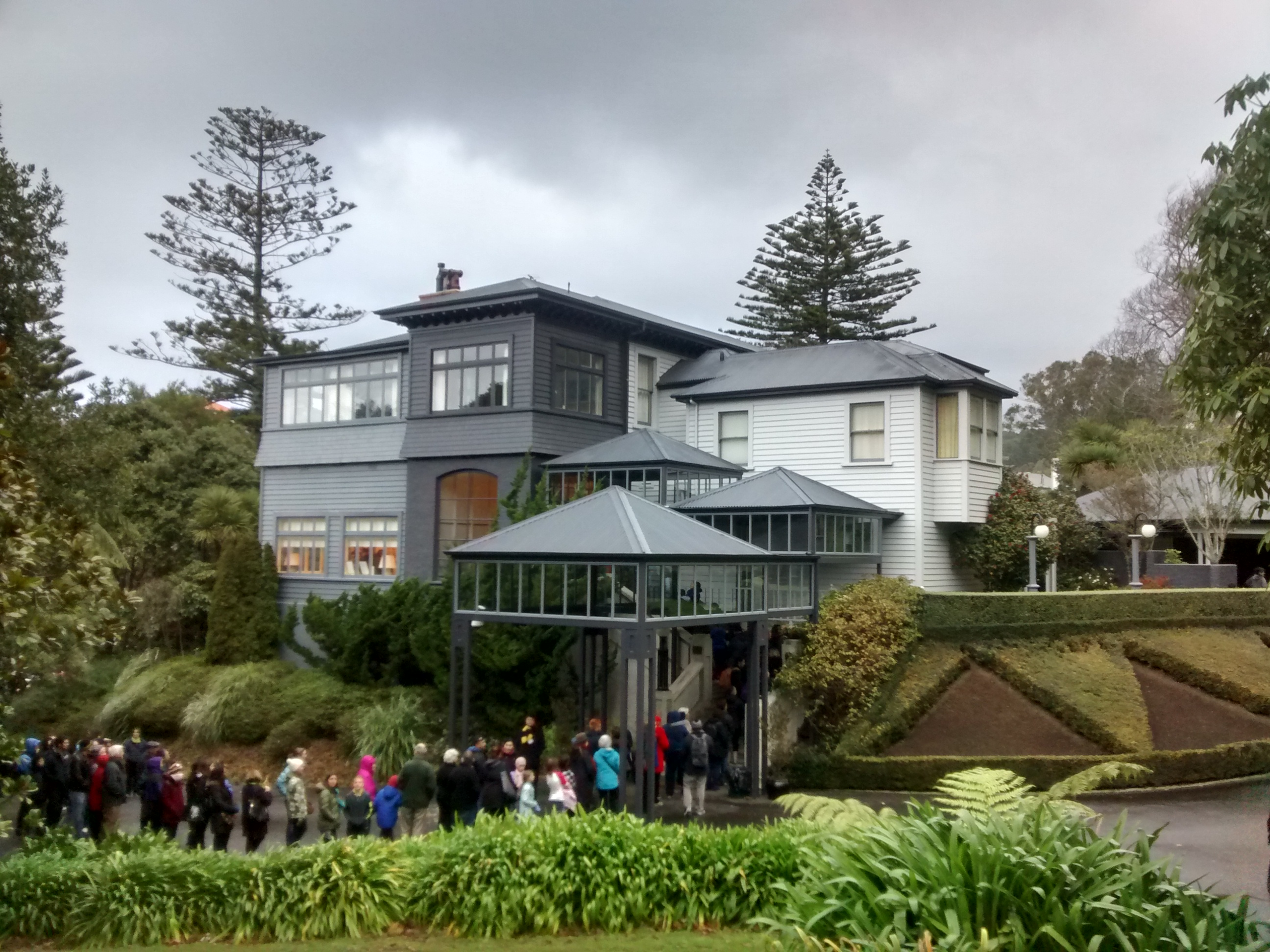
Premier House, résidence officielle du Premier ministre néo-zélandais située à Wellington.

Trente huit personnes se sont succédé au poste de Premier ministre depuis 1856 avec certains Premiers ministres effectuant plusieurs retours à ce poste. Le record de retours au poste de Premier ministre est détenu conjointement par William Fox et Harry Atkinson avec chacun quatre retours. Le plus long mandat est celui de Richard Seddon, treize ans d'affilée au poste (cumulant ainsi le plus long mandat et la plus longue occupation du poste). Le plus court mandat est le troisième mandat de Harry Atkinson, qui ne dure que sept jours. Le Premier ministre à être resté le moins longtemps à ce poste est le premier Premier ministre Henry Sewell, qui ne l'est que treize jours.
La Nouvelle-Zélande est aussi l'un des deux pays au monde à avoir eu consécutivement deux femmes Premières ministres (Jenny Shipley de 1997 à 1999 puis Helen Clark de 1999 à 2008).